# Jens Pulver
Jens Johnnie Pulver  (ur. 6 grudnia 1974 w Sunnyside) – amerykański zawodnik MMA oraz bokser, pierwszy w historii mistrz organizacji Ultimate Fighting Championship w wadze lekkiej z 2001 roku. Były pretendent do pasa World Extreme Cagefighting z 2008 roku.

## Krótka biografia
Pulver jest synem licencjonowanego dżokeja. Dorastał w Mapple Valley niedaleko Seattle razem z trójką rodzeństwa - dwoma braćmi Abelem i Dustinem oraz siostrą Jamaicą. Pulver cierpi na heterochromia iridis, niegroźne schorzenie które objawia się różnicą barw tęczówki, w przypadku Pulvera jego prawe oko jest niebieskie, a lewe brązowe. W swojej autobiografii Little Evil, One Ultimate Fighter's Rise to the Top opisuje swoje dzieciństwo jako niekończący się łańcuch przemocy i wykorzystywania przez ojca alkoholika..

## Kariera sportowa
Pulver w MMA amatorsko zadebiutował w 1997 roku. Po stoczeniu kilku pojedynków, przeszedł na zawodowstwo. W 1999 roku na turnieju Bas Rutten Invitational 2 w swoim zawodowym debiucie pokonał przez techniczny nokaut Curtisa Hilla, jednak w kolejnej rundzie turnieju musiał uznać wyższość rywala - Davida Harrisa z którym przegrał przez poddanie. Jeszcze w tym samym roku wystąpił na kolejnej edycji tego turnieju - pokonując dwóch rywali przed czasem (w tym Joe Stevensona) i w konsekwencji wygrywając cały turniej.

### Ultimate Fighting Championship
W 1999 roku z bilansem trzech zwycięstw i jednej przegranej związał się z wówczas szybko rozwijającą się amerykańską organizacją - Ultimate Fighting Championship. Pulver w swoim debiucie (UFC 22) zremisował z Alfonso Alcarezem po 2-rundowym pojedynku. Następny pojedynek w nowej organizacji wygrał przed czasem z Davidem Velasquezem (UFC 24). 17 listopada 2000 roku na UFC 28 błyskawicznie znokautował Johna Lewisa w 15 sekund. Po tym efektownym zwycięstwie został zestawiony z Japończykiem Caolem Uno o pierwsze w historii UFC mistrzostwo w wadze koguciej (w maju 2001 przemianowaną na lekką). Do pojedynku doszło 23 lutego 2001 roku na gali UFC 30 w Atlantic City. Po 5. rundowym bardzo wyrównanym pojedynku sędziowie orzekli zwycięstwo i pierwszego w historii mistrza w wadze koguciej Pulvera. Pasa mistrzowskiego bronił dwukrotnie, najpierw przeciwko Denisowi Hallmanowi (UFC 33), a następnie przeciw B.J. Pennowi (UFC 35) - oba wygrał na punkty. Po czasie Pulver zwakował pas mistrzowski i odszedł z UFC.

### PRIDE Fighting Championship
Od ostatniej walki w UFC Pulver stoczył osiem pojedynków, sześć z nich wygrywał (głównie przed czasem), a dwa razy przegrywał (przez nokaut). Po czterech wygranych z rzędu pojedynkach związał się z czołową japońską organizacją MMA - PRIDE FC. Swój pierwszy pojedynek w Japonii stoczył 31 grudnia 2004 roku na sylwestrowej gali PRIDE Shockwave 2004 przeciw Takanori Gomi'iemu. Pulver przegrał wtedy przez nokaut w 1. rundzie. 25 września 2005 roku wystartował w turnieju wagi lekkiej na Bushido 9. W ćwierćfinale przegrał pod koniec 1. rundy przez TKO z jak się później okazało finalistą turnieju Hayato Sakurajem. Ostatni pojedynek w PRIDE FC stoczył 2 kwietnia 2006 roku na Bushido 10. Znokautował wtedy kopnięciami w głowę Kenjiego Araia.

### Powrót do UFC
We wrześniu 2006 roku ponownie związał się z UFC. Na gali UFC 63 przegrał przed czasem z Joe Lauzonem. W 2007 został głównym trenerem w 5 sezonie The Ultimate Fighter, a trenerem drużyny przeciwnej B.J. Penn. W pojedynku trenerów który miał miejsce na finałowej gali TUF 5 wygrał Penn przez poddanie (duszenie zza pleców). Po tej przegranej zszedł do kategorii piórkowej i przeniósł się do mniejszej organizacji Zuffa (właściciela UFC) - World Extreme Cagefighting.

### World Extreme Cagefighting
W debiucie w nowej kategorii wagowej i organizacji szybko poddał duszeniem gilotynowym Cuba Swansona na WEC 31. Po tym zwycięstwie otrzymał szansę stoczenia pojedynku o pas mistrzowski w wadze piórkowej z ówczesnym mistrzem Urijah Faberem. Do pojedynku doszło 1 czerwca 2008 roku na gali WEC 34. Po 5. rundach mistrzowskiego pojedynku sędziowie orzekli jednogłośnie zwycięstwo Fabera. Za ten pojedynek Pulver otrzymał bonus finansowy za "walkę wieczoru".
Przegrana z Faberem rozpoczęła fatalną serię pięciu przegranych pojedynków w World Extreme Cagefighting, co w konsekwencji doprowadziło do zwolnienia go z mniejszej organizacji Zuffa w 2010 roku. Pulver przegrywał m.in. z Leonardem Garcią przez TKO (WEC 36) oraz ponownie z Faberem przez poddanie (WEC 38).

### Po zwolnieniu z WEC
Pulver od 2008 roku przegrywał sześć pojedynków z rzędu. Dopiero w 2011 roku przełamał zwycięską niemoc wygrywając przed czasem z Mikiem Lindquistem na gali XFO: 38. Kolejne walki toczył na mniejszych galach notując od zwolnienia z World Extreme Cagefighting cztery zwycięskie walki oraz trzy przegrane. W latach 2012–2013 był związany z ONE Championship notując bilans 1-2.
W lipcu 2014 ogłosił zakończenie kariery sportowej.

## Osiągnięcia
Mieszane sztuki walki:
- 2003: Bas Rutten Invitational 3 - 1. miejsce
- 2001-2002: mistrz UFC w wadze lekkiej
- 2003: mistrz świata ISKA MMA w wadze lekkiej[8][9]
- 2013: ONE FC Bantamweight Grand Prix - półfinalista turnieju wagi koguciej

Akademickie zapasy:
- National Junior College Athletic Association
  - Highline Community College All-American
  - 1991: 1. miejsce w kat. 61,2 kg
  - 1992: 1. miejsce w kat. 61,2 kg

## Życie prywatne
4 lipca 2009 roku Pulver poślubił swoją narzeczoną Kannikę. Para ma syna Karsona Jensa który urodził się w 2008 roku.
Pulver jest zapalonym graczem komputerowym. Jego ulubioną grą sieciową jest World of Warcraft.